# 白沢村 (福島県)
白沢村（しらさわむら）は、福島県中通りにあった村。2007年1月1日、本宮町と合併し本宮市となった。

## 地理
阿武隈川より東側に位置する。国道4号線から約4キロメートル東に役場がある。
- 河川:阿武隈川

### 隣接していた自治体
- 郡山市
- 二本松市
- 安達郡本宮町
- 安達郡大玉村
- 田村郡三春町

## 歴史

### 年表
- 1955年4月30日 - 白岩村と和木沢村の一部（和田、糠沢地区）が合併し、白沢村となる。
- 2007年1月1日 - 本宮町と合併し本宮市となる。
  - 合併後の地名は、白沢村成立前の白岩村、和木沢村の各大字名が用いられるため、白沢の名は消滅することになった。

### 行政区域変遷
- 変遷の年表

| 白沢村村域の変遷（年表） | 白沢村村域の変遷（年表） | 白沢村村域の変遷（年表）                                                                                         |
| 年                       | 月日                     | 旧白沢村村域に関連する行政区域変遷                                                                               |
| ------------------------ | ------------------------ | --- |
| 1889年（明治22年）       | 4月1日                   | 町村制施行により、以下の村が発足。 - 白岩村 ← 白岩村・長屋村・稲沢村・松沢村 - 和木沢村 ← 和田村・糠沢村・高木村 |
| 1955年（昭和30年）       | 4月30日                  | 白岩村と和木沢村の一部（和田と糠沢の一部）が合併し白沢村が発足。                                                 |
| 2007年（平成19年）       | 1月1日                   | 白沢村は本宮町と合併し本宮市が発足。白沢村は消滅。                                                               |

- 変遷表

| 白沢村村域の変遷表 | 白沢村村域の変遷表 | 白沢村村域の変遷表 | 白沢村村域の変遷表     | 白沢村村域の変遷表    | 白沢村村域の変遷表 |
| 1868年 以前        | 1868年 以前        | 明治22年 4月1日    | 明治22年 - 昭和64年    | 平成元年 - 現在       | 現在               |
| ------------------ | ------------------ | ------------------ | ---------------------- | --------------------- | ------------------ |
|                    | 白岩村             | 白岩村             | 昭和30年4月30日 白沢村 | 平成19年1月1日 本宮市 | 本宮市             |
|                    | 長屋村             | 白岩村             | 昭和30年4月30日 白沢村 | 平成19年1月1日 本宮市 | 本宮市             |
|                    | 稲沢村             | 白岩村             | 昭和30年4月30日 白沢村 | 平成19年1月1日 本宮市 | 本宮市             |
|                    | 松沢村             | 白岩村             | 昭和30年4月30日 白沢村 | 平成19年1月1日 本宮市 | 本宮市             |
|                    | 和田村             | 和木沢村 の一部    | 昭和30年4月30日 白沢村 | 平成19年1月1日 本宮市 | 本宮市             |
|                    | 糠沢村の一部       | 和木沢村 の一部    | 昭和30年4月30日 白沢村 | 平成19年1月1日 本宮市 | 本宮市             |

## 教育

### 中学校
- 白沢村立白沢中学校

### 小学校
- 白沢村立糠沢小学校
- 白沢村立和田小学校
- 白沢村立白岩小学校

## 交通

### 鉄道
東北新幹線が通過しているが、駅はない。

### 道路
国道の通っていない村であった。
主要地方道
- 福島県道28号本宮三春線
- 福島県道40号飯野三春石川線

一般県道
- 福島県道116号二本松三春線
- 福島県道118号本宮岩代線
- 福島県道119号本宮常葉線

### 路線バス
- 福島交通

## 祭事・催事
- 2005年8月6日に、村の誕生50周年を祝うロック・フェスティバルのTororo Rock FESTIVALを役場の隣りの野球場で開催した。参戦者は登場順に太陽族、スムルース、つばき、STANCE PUNKS、10-FEET、B-DASH、POLYSICS、ELLEGARDEN（取り）の全8組。メロコア、デジパンク、エモコア、ポップロックの実力派が揃った豪華な顔触れである。それにもかかわらずチケット代は前売り2000円というロックフェスとしては破格の値段だった。